# Vance Hartke
Rupert Vance Hartke, född 31 maj 1919 i Pike County, Indiana, död 27 juli 2003 i Falls Church, Virginia, var en amerikansk demokratisk politiker. Han representerade delstaten Indiana i USA:s senat 1959-1977.
Hartke utexaminerades 1940 från Evansville College. Han deltog i andra världskriget i USA:s flotta och befordrades till löjtnant. Han avlade 1948 juristexamen vid Indiana University. Han var borgmästare i Evansville 1956-1958.
Senator William E. Jenner bestämde sig för att inte kandidera till omval i kongressvalet 1958. Hartke vann valet och tillträdde som senator för Indiana 3 januari 1959. Han omvaldes 1964 och 1970. Hartke kandiderade utan framgång i demokraternas primärval inför presidentvalet i USA 1972. Han var känd som motståndare till Vietnamkriget. Hartke kandiderade 1976 till omval men förlorade mot republikanen Richard Lugar.
Hartke var lutheran. Hans grav finns på Arlingtonkyrkogården.